# Tipi di match di wrestling
Questa voce è una lista di tutti i tipi di match di wrestling, detti stipulazioni. Per ognuno di questi è presente una breve descrizione.

## 0 - 9
In questo match, dentro il ring, sono presenti duecento lampade al neon (attaccate al ring o posizionate dentro una gabbia) che possono essere utilizzate come arma durante il match. Nel match non vale la squalifica. Viene usato solo nelle federazioni più estreme, tra cui la Combat Zone Wrestling, principale utilizzatrice di questo genere di stipulazione.

Stesso tipo del 60 minutes iron man match, ma con la differenza che dura trenta minuti anziché sessanta. (vedi iron man match). La variante femminile, prende il nome di iron woman match

Questo match ha una durata stabilita di 60 minuti. Per vincere bisogna schienare più volte possibile l'avversario o farlo cedere più volte possibile con una mossa di sottomissione nell'arco dei 60 minuti.

## A
Questo è un particolare tipo di match dove non sono presenti né la squalifica né il count out, e per vincere bisogna rinchiudere l'avversario dentro un'ambulanza posizionata a bordo ring.

Questo match è un tornado tag team match dove tutto è consentito.

Questo match consiste in una sfida a braccio di ferro.

Questo è un match combattuto in una gabbia con un numero massimo di 5 wrestler. Vince colui che mette KO tutti i suoi avversari per un conto di 10. Nel match non è prevista la squalifica e quindi vale tutto.

Questo è un normale match singolo uno contro uno solo ma con la differenza che l'arbitro effettua un conteggio di 10 durante uno schienamento anziché fino a 3.

Variazione dello steel cage match, dove la normale gabbia presenta sulla cima alcuni oggetti utilizzabili dai wrestler e la vittoria non può essere conseguita uscendo, ma solo schienando o sottomettendo l'avversario.

Questo è un hardcore match combattuto in un cimitero.

## B
Simile al Parking Lot Brawl, le dinamiche sono pressoché le stesse. L'unica eccezione è che il ring è nel parcheggio, e solo là può avvenire lo schienamento o la sottomissione vincente.

È un match dove non c'è squalifica e viene combattuto in una sala bar. Vince chi sopravvive a tutti gli avversari che possono essere atterrati sia dal normale combattimento che dall'alcol.

È un match dove le normali corde che circondano il ring sono sostituite da filo spinato.

Si combatte tra due lottatori che, posizionatisi agli estremi opposti dell'arena, attendono che l'arbitro faccia suonare la campana e incominci un conteggio. Il primo che arriva sul ring e si appropria della mazza ricoperta con il filo spinato presente sul ring e può utilizzarla per attaccare l'avversario.

Si tratta di un normale match con la gabbia ma con la differenza che in cima è ricoperta di filo spinato.

Questo è un normale Barbed-Wire Match dove le corde di filo spinato sono ricoperte di cariche esplosive.

Si combatte tra due contendenti che hanno le mani avvolte nel filo spinato.

Questo è un match dove sopra o al di fuori del ring c'è uno strato di vetro rotto e le corde del ring sono avvolte dal filo spinato. La vittoria avviene tramite schienamento o sottomissione e non ci sono squalifiche.

Questo è un semplice ladder match in cui le corde sono sostituite da filo spinato. Non ci sono squalifiche né count out.

Per vincere il lottatore deve avvolgere l'avversario in una matassa di filo spinato che si trova sul ring.

In questo match quattro o più lottatori si sfidano in un incontro a eliminazione. Solitamente la squalifica è presente, quindi si può essere eliminati via schienamento, sottomissione, squalifica, o count out. Esistono diverse versioni particolari di battle royal, tra le quali la over the rope battle royal, in cui un concorrente risulta eliminato solo passando sopra le corde e toccando con entrambi i piedi il pavimento intorno al ring.

È un match in cui bisogna sconfiggere l'avversario entro un determinato limite di tempo. Valgono schienamenti, sottomissioni, squalifiche e count out. Il wrestler che ottiene il tempo migliore vince. Questa stipulazione è utilizzata soprattutto per decretare i primi sfidanti ai titoli massimi. Usato anche nella categoria femminile.

Sono una serie di cinque match singoli dove il vincitore del maggior numero di incontri viene dichiarato il vincitore definitivo.

Sono una serie di sette match singoli dove il vincitore del maggior numero di incontri viene dichiarato il vincitore definitivo.

Match in cui una catena viene posta in cima ad un'asta su uno dei pali di sostegno del ring e il primo wrestler che riesce a prenderla avrà il diritto di usarla.

Match femminile svolto in bikini e dove un giudice o più spesso dal pubblico dell'arena decretano la vincitrice.

Ha le stesse regole del Single match e prima del match, le divas si levano l'accappatoio rimanendo in reggiseno e mutandine. Si vince per schienamento o sottomissione.

Questo è un match la cui stipulazione richiede che uno o entrambi i lottatori combattano bendati o incappucciati, in modo da non potere vedere l'avversario.

Questo è un match senza squalifiche e countout dove fuori dal ring viene posizionato un secchio con all'interno 3 o 4 litri di sangue. Per vincere il match bisogna rovesciare il secchio addosso all'avversario e cospargerlo di sangue.

In questo incontro vince chi riesce ad eseguire per primo un body slam ai danni dell'avversario.

Questo è un match viene combattuto nel locale delle caldaie e per aggiudicarsi la contesa bisogna riuscire ad abbandonare la stanza. È permesso l'utilizzo di tutti gli oggetti e armi presenti in esso.

Questo match è una variante del Buried Alive match, disputato, però, in un cimitero (kayfabe) anziché all'interno dell'arena in cui si svolge lo show.

Questo è un match in cui tutto è permesso e non sono previste squalifiche e si svolge in un campo di battaglia.

Match femminile in cui due divas combattono tra di loro vestite solamente con una maglietta e dei pantaloncini. Verrà dichiarata vincitrice l'atleta che riuscirà per prima a strappare i vestiti della sua avversaria lasciandola in reggiseno e mutandine. Ne esiste anche una versione maschile ed è il tuxedo match.

Questo è un match costituito da sei round da tre minuti ciascuno, con una pausa di 30 secondi in ogni round. Per vincere tale incontro un wrestler deve ottenere due schienamenti, due sottomissioni o via KO tecnico. Nel caso in cui nessuno dei due wrestler riesca a fare questo nei sei round, il vincitore viene stabilito in base al maggior numero di round vinti.

Si tratta di un match che coinvolge lottatori che indossano quello che viene descritto come "equipaggiamento da dormitorio" - stivali da cowboy, jeans, magliette - invece del loro normale abbigliamento da wrestling; inoltre, non solo consente ma incoraggia il portare armi improprie sul ring. Spesso si svolge all'interno di una gabbia d'acciaio.

Questo è un match nel quale bisogna buttare l'avversario in una buca o in una bara vicino al ring e sotterrarlo buttandoci sopra la terra con una carriola.

## C
Questo è un match in cui una gabbia racchiude 3 ring. Vi partecipano 30 wrestler e le eliminazioni avvengono per KO.

Conosciuto anche come Coffin match è un match dove il vincitore deve riuscire a rinchiudere l'avversario in una bara.

Si tratta di un match tra due squadre composte da quattro uomini. Nel mezzo della gabbia sul ring c'è un'altra gabbia più piccola con al suo interno una sedia elettrica connessa a una leva. L'obiettivo del match è quello di mettere un membro della squadra avversaria sulla sedia e poi abbassare la leva così da elettrificarlo (kayfabe).

Questo è un match senza squalifica nel quale è permesso l'utilizzo di una catena d'acciaio e segue le regole tipiche dello Strap match, ovvero per ottenere la vittoria bisogna toccare tutti e quattro gli angoli del ring con l'avversario legato ad una mano mediante una catena.

Match in cui è consentito l'uso di sedie. Si vince per schienamento o sottomissione (anche se in alcune federazioni si vince dando un certo numero di sediate all'avversario).

Questo è un match al quale prendono parte cinque lottatori. Ha un tempo limite di venti minuti. Ad iniziare il match sono due wrestler scelti casualmente, e un nuovo contendente entra sul ring ogni cinque minuti. Se un lottatore mette a segno uno schienamento o una sottomissione su un qualsiasi altro partecipante viene dichiarato campione "temporaneo" (senza essere riconosciuto ufficialmente campione nell'albo d'oro del titolo), mantenendo la designazione finché un altro wrestler mette a segno un successivo schienamento o sottomissione su qualsiasi altro lottatore. Al termine dei venti minuti prestabiliti, l'ultimo contendente ad avere lo status di campione, esce dall'incontro come possessore della cintura.

Questo è un match dove ad affrontarsi sono i detentori di due titoli. Una variante del champion vs. champion match è il winner takes all match, dove il wrestler o il team vincitore si appropria, oltre che dei loro titoli, anche dei titoli degli avversari appena sconfitti.

Semplice single match dove il vincitore dell'incontro sceglie la stipulazione di un incontro che avverrà successivamente.

Questo è un match molto simile allo scaffold match, ma sotto la passerella si trova del filo spinato in cui bisogna buttare l'avversario. Il limite di tempo è di 10 minuti. Match senza squalifica dove per vincere si deve suonare la campanellina nascosta.

Conosciuto anche come Raven's house of fun (dal nome del wrestler Raven, dato che fu proprio lui stesso a dare l'idea di tale match al creative team della Total Nonstop Action Wrestling), è un single match senza squalifica nel quale sono appese delle catene sopra al ring e a queste catene sono attaccati vari oggetti contundenti che possono essere utilizzati legalmente. L'unico modo per vincere è lanciare un avversario sui tavoli posizionati sotto la Raven's Perch, ovvero un ponteggio montato fuori dal ring.

Conosciuto anche come casket match è un match dove per vincere bisogna prima schienare o sottomettere l'avversario e poi rinchiuderlo in una bara.

È una variante dell'ambulance match dove al posto di un'ambulanza vi è un furgone imbottito diretto verso un istituto di igiene mentale.

È un tag team match in cui i wrestler provengono da roster diversi.

## D
Un dark match è un match disputato prima o dopo la registrazione dei normali eventi settimanali che, però, non viene mandato in onda, rimanendo a solo uso del pubblico presente dal vivo.

Si tratta di una versione più "estrema" di un hardcore match, solitamente più violenta e sanguinosa, da qui il nome "deathmatch" ("incontro della morte"). Non c'è alcun tipo di squalifica e si vince per schienamento o sottomissione. In aggiunta agli oggetti contundenti, i deathmatch spesso includono oggetti appuntiti e oggetti ed elementi ancora più pericolosi, come mattoni, chiodi, pistole sparachiodi, esplosivi, puntine da disegno, filo spinato, tubi luminosi, vetro standard, piante di cactus, attrezzi da giardinaggio (come gli estrattori di erbacce) e perfino il fuoco mescolato con liquidi per accendini o benzina. Sebbene gli incontri hardcore a volte presentino oggetti appuntiti, essi non vengono utilizzati in modo così gratuito come nei deathmatch.

Questi match erano destinati alle sole divas, prima che il termine divas fosse eliminato a WrestleMania 32.

Match inventato da Dixie Carter come versione ibrida di uno steel cage match e un ladder match. I lottatori iniziano in un ring rinchiuso da una gabbia e devono scalarla per poi salire su una rampa per prendere una cintura salendo su una scala.

Rappresenta l'ultima chance per uno dei due wrestler coinvolti per raggiungere il suo obiettivo. Solitamente l'obiettivo in questione è un titolo mondiale, o più genericamente un titolo qualunque. Nel caso lo sfidante non dovesse riuscire a vincere la cintura, allora non avrà altri match titolati fino a che il campione rimarrà tale. È altrimenti noto come last chance match oppure now or never match.

A due lati del ring vengono tolte le corde mentre le altre due vengono rimpiazzate da filo spinato ricoperto da cariche esplosive. Attorno al ring e poco lontano dall'apron viene messo dell'altro filo spinato esplosivo. Per vincere bisogna gettare l'avversario fuori dal ring.

Lo scopo dell'incontro è quello di gettare il proprio avversario in un bidone della spazzatura vuoto posto all'esterno del ring.

## E
È un match raro e cruento e si disputa dentro una gabbia simile a quella dell'hell in a cell, nella quale, però, è installato un quadro elettrico con una leva, che attiva una scarica nella sedia elettrica posta all'interno di una seconda gabbia più piccola, dentro la prima. Ci sono due squadre, da 3 lottatori, che devono mettere uno dei wrestler dell'altra squadra sulla sedia elettrica, legarlo e fare partire la scossa. La prima squadra che riesce a elettrizzare un componente dell'altra, vince il match.

Si differenzia dal normale scaffold match, poiché vengono utilizzate due passerelle che si incrociano al centro del ring formando una X su cui i wrestler combattono e perde chi cade dalla struttura.

Si svolge in una gabbia circolare d'acciaio di 16 tonnellate formata da circa due migliaia di catene e vi partecipano sei wrestler: quattro sono rinchiusi nelle celle agli angoli del ring, mentre i due presenti all'interno iniziano l'incontro.

Solitamente disputato da due concorrenti donne in abito da sera, l'unico obiettivo per vincere il match è che la lottatrice deve rimuovere l'abito da sera del suo avversario.

Variante dell'elimination chamber match: nelle quattro celle, oltre ai wrestler sono presenti anche delle armi (una per cella), che ogni lottatore può usare una volta sul ring.

È un match dove non c'è alcun tipo di squalifica e si vince per schienamento o sottomissione. In ECW era presente la stipulazione fans bring the weapons, nella quale gli spettatori fornivano oggetti, da utilizzare come armi, ai lottatori coinvolti.

Una variante di un classico Single match in cui gli atleti tendono maggiormente a mettere in mostra le loro capacità.

Questa è una versione femminile dell'Extreme Rules Match, dove le due dive che si affrontano possono usare oggetti da casalinga (ferri e assi da stiro, trucchi di vario genere). Si vince per schienamento o sottomissione.

In questo incontro vince il primo contendente che riesce a strappare un occhio all'avversario.

## F
È un match che si disputa senza squalifiche e si differenzia dal submissions count anywhere match, in quanto in questo si può solo schienare l'avversario ovunque.

Noto anche come five-way match oppure 5-way match, questo ha le stesse regole del Fatal four-way match soltanto che invece di quattro wrestler ce ne sono cinque.

Molto simile al fatal four-way match vi si differenzia nel fatto che ogni lottatore viene eliminato per schienamento, sottomissione, squalifica o count out finché non rimane un il solo vincitore.

Questo è un match in cui quattro wrestler o quattro tag team si trovano contemporaneamente sul ring. La vittoria viene assegnata al wrestler che per primo riesce a schienare uno degli avversari.

Ha le stesse regole del fatal three-way match ma si svolge in coppia e il primo wrestler che effettua uno schienamento o sottomissione decisivo fa vincere il match alla coppia.

Ha le stesse regole del fatal four-way match ma si svolge in coppia e il primo wrestler che effettua uno schienamento o sottomissione decisivo fa vincere il match alla coppia.

Tipico della Total Nonstop Action Wrestling, si può definire anche Briefcase on a Pole, giacché ai 4 paletti del ring c'è un palo a cui è attaccata una valigia. Per entrare in possesso delle valigie basta solo prenderle dai pali e toccare terra, ma il bello è il contenuto delle valigette, poiché tre contengono delle Title Shot per i tre titoli originari della TNA (mondiale, di coppia e X Division), mentre la quarta una lettera di licenziamento.

Simile allo steel cage match, anche in questo caso l'incontro si svolge all'interno di una gabbia d'acciaio, ma a differenza dell'altra stipulazione, la gabbia presenta una passerella sul tetto (dove ci si può arrampicare e lottare su di essa). Inoltre non sono presenti né le corde né i paletti di sostegno del ring. La vittoria può avvenire solo per sottomissione o KO tecnico, mentre nello steel cage match si può vincere anche per schienamento o uscendo dalla gabbia.

È un match effettuato nella firefly fun house di Bray Wyatt. L'ambientazione richiama un mondo sovrannaturale nel quale i contendenti si trovano in varie situazioni e ambientazioni (anche del loro passato) nelle quali interagiscono e combattono senza squalifiche. I momenti ambientati in situazioni e ricordi passati possono venire alterati dal potere di "The Fiend". Si tratta di match pre-registrati che non vengono combattuti nell'arena in cui si tiene l'evento.

È un match in cui lo scopo è quello di fare sanguinare l'avversario. In questo tipo di incontro, non ci sono squalifiche.

È un match tag team simile al no disqualification (senza squalifiche e senza count-out), ma la vittoria viene assegnata solo quando l'arbitro decreta che tutti i membri di un team sono impossibilitati a continuare.

Stessa cosa del fatal four-way elimination match con la sola differenza che si disputa con 5 lottatori.

In questo match due bandiere, ognuna rappresentante un lottatore o un tag team, sono posizionate sopra due angoli opposti e il vincente è il wrestler o coppia che per prima riesce a prendere la sua corrispondente.

Questo è un match nel quale un oggetto contundente viene appeso in cima a uno dei pali d'acciaio del ring. Non appena uno dei due wrestler coinvolti nel match riesce ad impadronirsene, l'oggetto diventa legale e quindi utilizzabile (da entrambi i lottatori) senza incorrere in squalifiche. Il nome della contesa dipende dall'arma in questione.

Simile ad un Fatal 4-Way match, con la differenza che solo due possono essere gli uomini legali durante l'incontro e ci si può dare il cambio con tutti gli altri partecipanti.

Si differenzia dal fatal four-way tag team match per il fatto che ogni coppia viene eliminata per schienamento, sottomissione, squalifica o count-out finché non rimane una coppia vincitrice.

Versione della TNA del noto tables, ladders and chairs match e prevede l'utilizzo di tavoli, scale e sedie che normalmente vengono già posti a bordo ring per essere prese e utilizzate dei lottatori nel combattimento. Le modalità di vittoria sono le stesse di un ladder match.

## G
È un match costituito da una serie di match uno contro uno. Due wrestler cominciano il match e quando uno di questi viene eliminato (con le classiche modalità di vittoria) viene rimpiazzato da un altro lottatore; il match finisce quando rimane soltanto un contendente.

Si tratta di un match tipico della TNA ed è simile ad una battle royal ma coinvolge la contesa di uno o più titoli tra i lottatori e prevede l'ingresso sul ring di un nuovo lottatore ogni 60 secondi (a volte 90 secondi) e la parte finale del match prevede che tra gli ultimi due lottatori la vittoria può avvenire per schienamento o sottomissione.

Questo tipo di match è riservato esclusivamente ai lottatori più grossi e pesanti della federazione. Sono stati numerosi i match di questo tipo il cui più famoso vede Hulk Hogan trionfare su André the Giant a WrestleMania III.

Questo match è simile al no holds barred, l'unica differenza è che chi conquista la vittoria è il primo wrestler che butta l'avversario nelle acque del golfo del Messico, dopo essere usciti dall'arena.

È un match i cui partecipanti si affrontano in quanto hanno in corso una faida molto sentita e che è andata anche sulla vita personale (kayfabe).

## H
Questo è un match in cui i due lottatori mettono in palio i propri capelli e prevede che il vincitore rasi a zero i capelli dello sconfitto subito dopo la fine del match, umiliandolo.

Match in cui sono in palio la maschera e i capelli dei contendenti.

Stessa stipulazione dei precedenti con la differenza che il campione perderà solo il titolo mentre lo sfidante i capelli.

In questo match avviene che tra le due parti contendenti ce ne sia una in inferiorità numerica, quindi può essere un wrestler che ne affronta due (one on two handicap match), due wrestler che ne affrontano tre (two on three handicap match) etc..

Si tratta di un match duro e cruento, dove non è raro vedere dei lottatori perdere molto sangue e in cui sono ammessi tutti i tipi di oggetti.

Questo match viene combattuto in una gabbia d'acciaio, alta circa sei metri, che circonda il ring, chiusa sul tetto e con la porta d'ingresso serrata con un catenaccio e un lucchetto. A differenza dello steel cage match, nel quale l'uscita dalla gabbia corrisponde alla vittoria, in questo match si può uscire e rientrare nella struttura.

Match in cui sono coinvolti dei maiali in un recinto pieno di fango. Vince chi schiena o sottomette l'avversario.

Match combattuto all'interno di una casa stregata per poi terminare all'interno di un ring. Le regole sono le medesime del no holds barred match, ovvero che la vittoria può avvenire solo tramite sottomissione o schienamento.

## I
Questo è un match che prevede la sconfitta del wrestler che pronuncia la frase "I quit", cioè "Io cedo" o "Mi arrendo" al microfono. Non vi sono squalifiche o conteggi fuori dal ring, e non è previsto alcun metodo alternativo, per aggiudicarsi la vittoria.

Questo è un match dove il ring è circondato da un perimetro infuocato che rende pericoloso l'avvicinarsi ai bordi del quadrato, e impedisce tutte quelle serie di mosse che necessitano l'aiuto della corda. La vittoria si ottiene quando una parte dell'avverario prende fuoco. È altrimenti noto come ring of fire match.

L'intergender match (noto anche come mixed match) è un tipo di match che vede due partecipanti di sesso opposto. L'espressione si può riferire anche ad incontri di coppia con un uomo ed una donna in entrambi i team.
Fra la metà degli anni novanta e i primi anni 2000 l'interesse verso questo tipi di incontri è aumentato, tant'è da essere introdotti negli spettacoli delle principali federazioni.

Si differenzia dal mixed tag team match nel fatto che i lottatori di sesso diverso possono affrontarsi tra di loro e possono diventare anche six person intergender tag team match, cioè si affrontano sei persone di due team diversi sempre con le regole di un normale tag team.

Questo match è un particolare incontro con un tempo limitato, in cui vince il wrestler chi riesce a schienare o sottomettere più volte l'avversario. Se il match finisce in pareggio, un tempo supplementare può essere richiesto da uno dei due wrestler e, se viene accettato, vince il match colui che schiena o sottomette per primo l'altro, nella cosiddetta "sudden death".

Questo è un match in cui due wrestler iniziano un match e ogni cinque minuti entra un altro wrestler finché non sono presenti tutti e cinque i partecipanti previsti. Dopo che l'ultimo wrestler è entrato, c'è un limite di tempo e ogni qualvolta un wrestler mette a segno con successo uno schienamento, o una sottomissione o vince per squalifica guadagna un punto e il wrestler che viene schienato deve restare chiuso in una gabbia per novanta secondi. Vince la contesa il wrestler che ottiene il maggior numero di punti per schienamento, sottomissione e vittoria per squalifica alla fine del tempo limite di venticinque minuti.

Questo è un match nel quale un oggetto viene appeso in cima a uno dei pali d'acciaio del ring e che determina la vittoria del wrestler che riesce a prenderlo, e non è vietato che il vincitore lo usi contro l'avversario.

## J
Identico allo street fight match con la sola differenza che per ottenere la vittoria bisogna rinchiudere l'avversario in una gabbia posta davanti al ring.

## K
Il match prevede la partecipazione di 5 wrestler che per vincere devono prendere la cintura in palio e appenderla, tramite l'utilizzo di una molla, ad un gancio posto al di sopra del ring. Un'altra particolarità del match è che è possibile schienare gli avversari, e in tal caso, il wrestler schienato è costretto ad andare in una "gabbia", chiamata penalty box, dove deve rimanere per un tempo prestabilito, in genere 2 minuti.

È un normale single match, ma lo sconfitto deve baciare le natiche del vincitore.

È un normale single match, ma il perdente deve baciare i piedi del vincitore.

## L
Un match senza squalifiche dove per vincere bisogna impadronirsi di una cintura (o di un oggetto qualunque) appeso ad un gancio attaccato al soffitto dell'arena e per raggiungerlo i lottatori si servono di scale su cui salire e prenderlo, che possono essere usate anche come armi.

Lo scopo di questo match è di ottenere che l'avversario non si rialzi entro un conteggio di 10 dell'arbitro. Non si può vincere per squalifica, count out o schienamento ed è possibile usare qualsiasi oggetto contundente. L'incontro è anche conosciuto come Mexican Death match ed anche come texas death match. La versione femminile prende il nome di last woman standing match.

È una variante del casket match, vince chi riesce a chiudere l'avversario in un carro funebre e portarlo fuori dall'arena.

Simile al wargames, questo tipo di match viene svolto in TNA/Impact Wrestling e consiste in un singolo ring rinchiuso da pareti di acciaio e con due team che si affrontano. Il sistema di lotta è identico ma quando tutti i contendenti sono entrati viene calato un tetto da dove pendono i classici oggetti utilizzati nel wrestling (sedie, bidoni ecc.). La vittoria si può ottenere con lo schienamento o sottomissione.

Match tutto al femminile ideato dalla TNA, è una versione modificata del feast or fired match dove le valigette contengono quattro possibilità diverse e che sono: la possibilità di affrontare un avversario a propria scelta, eseguire uno striptease, diventare la nuova TNA Knockout Champion e un contenuto libero nell'ultima.

È un match in cui il perdente viene licenziato. A volte i fatti reali sono già stati stabiliti e il match è solo parte della storyline.

Questo è un match che prevede la presenza fuori dal ring di altri wrestler che, nel caso in cui uno dei due contendenti esca fuori dal quadrato, hanno il permesso di colpirlo. La versione al femminile prende il nome di lumberjill match. Nel 2021, in occasione dell’uscita di Army of the Dead, nell'incontro tra Damien Priest e The Miz, a Wrestlemania Backlash, ci fu una variante del match che vide, al posto dei comuni lottatori, degli "zombie".

## M
Si combatte tra due wrestler mascherati e prevede che lo sconfitto debba togliersi la maschera subito dopo la fine del match.

Match che prevede la presenza di due piscine riempite con il cocktail Mimosa a bordo ring; vince colui il quale riesce per primo a gettare l'avversario all'interno di una delle due piscine.

Si tratta di un normale street fight match ma con oggetti e ambientazione a tema natalizio. Tipico degli special natalizi targati WWE, prende il nome dal film Il miracolo della 34ª strada.

Questo è un match dove di solito combattono in coppia un wrestler uomo e un wrestler donna, contro altri due wrestler, anch'essi un uomo e una donna. In alcuni casi una coppia di due wrestler donne può affrontare una coppia di due wrestler uomini.

È un ladder match nel quale un certo numero di wrestler (dai sei ai dieci) si danno battaglia per conquistare una valigetta contenente una title shot per il WWE Championship; prima della riunificazione dei titoli, erano previste due distinte valigette, sebbene in principio ce ne fosse una sola valida per entrambi i titoli. Il vincitore ha la possibilità di sfidare il campione in carica entro 365 giorni, ma soprattutto in qualunque momento.

Si tratta di un match tipico della TNA e non ha squalifiche, ma, prima di svolgere il match, i wrestler partecipanti devono trascorrere diverse ore in una stanza senza mangiare o bere (kayfabe).

## N
In questo incontro non sono previsti conteggi di dieci fuori dal ring da parte dell'arbitro; è dunque possibile combattere anche all'esterno del ring, senza però poter effettuare schienamenti al di fuori di esso.

Offre ai lottatori la possibilità di ricorrere a qualsiasi mezzo per giungere alla vittoria. È, comunque, una stipulazione molto generica, poiché l'universo dei no disqualification match è molto ampio e prevede incontri molto differenti tra loro.

Non esistono mosse proibite ed è permesso, quindi, l'uso di qualsiasi mossa o colpo senza incorrere in una squalifica.

Stesse modalità del no holds barred match, con l'aggiunta della regola del falls count anywhere.

Questo match ha le stesse regole del no holds barred match e del tag team match dove si affrontano due team composti da 3 wrestler e il team che elimina tutti i membri del team avversario vince il match.

Esatta variante del No Holds Barred match con la differenza che, in caso di infortunio o altro, la federazione non si assume alcuna responsabilità circa i danni subiti dallo sconfitto.

Questo match estremo prevede filo spinato al posto delle corde, ring esplosivo, frammenti di vetro, barricate, filo elettrizzato e altro.

## O
Vedi Single match

Versione estrema dell'handicap match in cui un solo wrestler viene messo contro l'intero roster o comunque buona parte di esso.

## P
Si tratta della versione non violenta del foreign object on a pole match, è riservato alle sole donne e si svolge in un ring dove vi è un palo su cui è appesa una pagaia che, una volta presa da una contendente, viene usata per sculacciare la rivale. Esiste anche il carpet-beater on a pole match, dove c'è un battipanni appeso al posto della pagaia e, in questo caso, l'avversaria viene prima fatta posizionare su un tavolo, abbassati i pantaloncini, lasciata in perizoma e sculacciata.

Questo è un match combattuto in un parcheggio (solitamente quello dell'arena dove si tiene l'evento). Non c'è squalifica e la vittoria si ottiene per schienamento o sottomissione.

Questo è un match riservato alle divas: al centro del ring viene posizionato un letto matrimoniale, le due ragazze devono prendersi a cuscinate, ma possono usare tutti gli oggetti di una camera da letto (come i peluche o anche sveglia, comodino, lampada ecc.), in base a come è addobbato il ring. Le ragazze combattono in lingerie e valgono tutte le regole di un normale match.

Questo match ha le stesse regole dell'evening gown e tag team match. Prima del match, le divas si levano l'abito da sera rimanendo in reggiseno e mutandine.

È un match inventato dalla TNA dove per vincere bisogna rinchiudere l'avversario in una piccola gabbia posta sul ring.

Match combattuto all'interno di una piscina gonfiabile piena di pudding. È stato un match esclusivo per le divas.

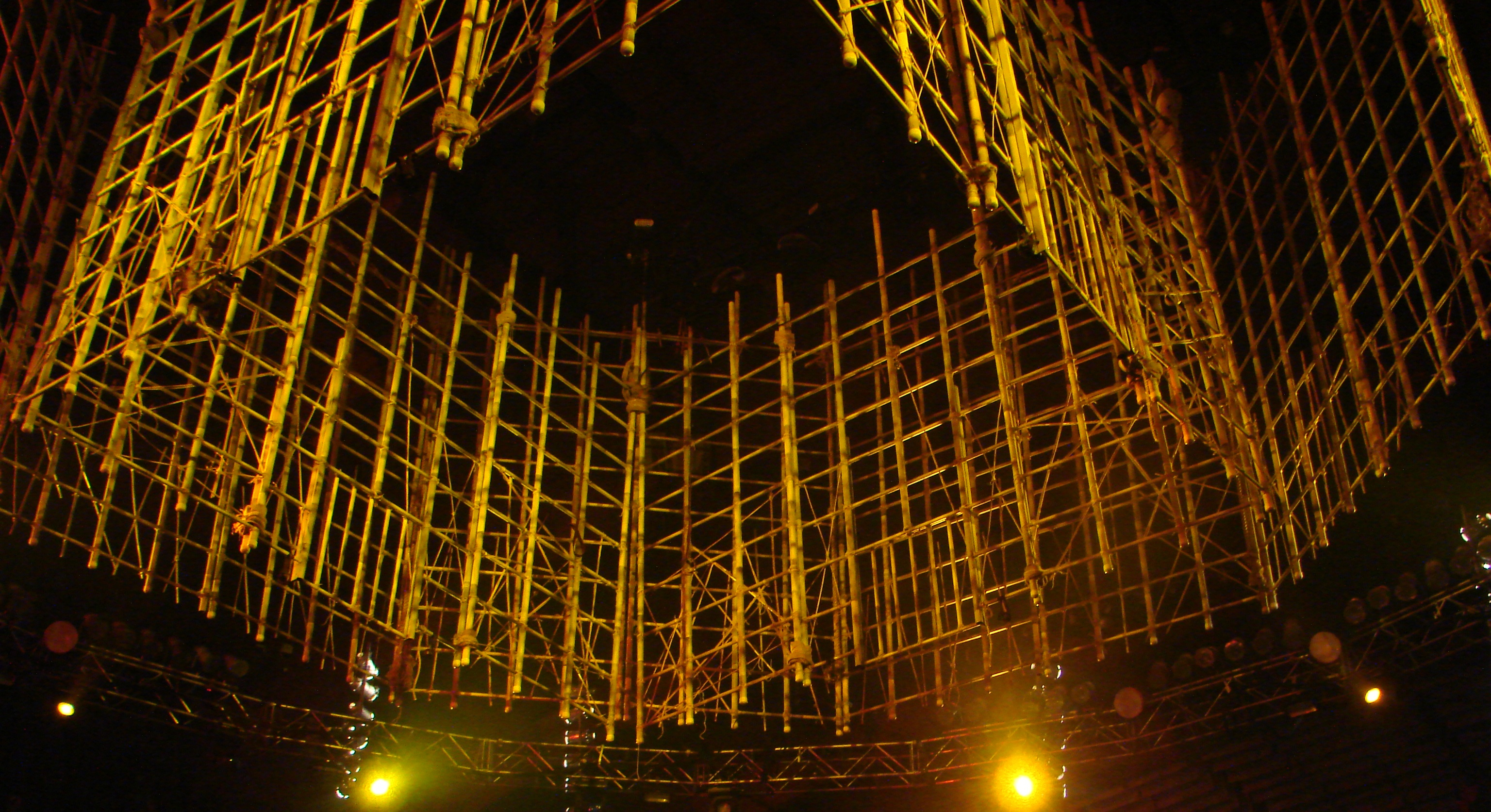
La gabbia del punjabi prison match di No Mercy 2007

In questo match privo di squalifiche, il ring è circondato da due gabbie in canna di bambù rinforzata, alte circa 5 metri e comprendenti elementi utilizzabili come armi (corde, cinghie o spuntoni di legno); vince l'incontro il primo wrestler che riesce a superare entrambe le strutture. Le due gabbie non sono uguali: quella interna è caratterizzata dalla presenza di 4 piccole porte quadrate, apribili verticalmente, ognuna gestita da un arbitro differente; su richiesta di uno dei wrestler coinvolti, ogni porta può essere aperta per consentirgli l'evasione, ma passati 60 secondi dal momento dell'apertura questa si chiuderà definitivamente, senza più possibilità di essere riutilizzata. La gabbia esterna è, invece, priva di aperture.

## R
Prevede per lo sconfitto l'abbandono forzato della federazione o, addirittura, la fine della carriera per lo stesso. La stipulazione sul ritiro può essere applicata ad uno solo o a entrambi i contendenti del match. Vi è inoltre un secondo tipo di retirement match: si tratta dell'ultimo match che un wrestler combatte prima di ritirarsi volontariamente dal mondo del wrestling. In questo caso il match è costruito per esaltare gli aspetti migliori del wrestler e per permettere ai fan di tributargli il dovuto merito. Spesso è noto anche come farewell match.

Utilizzato in genere nella TNA e incomincia con i lottatori all'esterno del ring anziché al suo interno. All'inizio lottano per entrare nel ring e alla fine l'ultimo che resta in piedi vince il match.

Questo match è una variante della battle royal, più spettacolare: i partecipanti sono 30, si parte con due contendenti sul ring con un nuovo ingresso ogni 90 secondi. Anche in questo caso vince il wrestler che resta per ultimo sul ring e l'eliminazione viene convalidata solo gettando il rivale sopra la terza corda. Avviene una volta all'anno durante il pay-per-view dedicato e il vincitore del match ha diritto di sfidare il corrente WWE Champion o il Universal Champion a WrestleMania. È possibile abbandonare momentaneamente la contesa passando attraverso la prima o la seconda corda, per rientrare successivamente. Diversi wrestler hanno usato questo stratagemma per riposarsi e rientrare una volta che il numero di lottatori rimasti nel quadrato è ridotto:

È una variante del texas bullrope match e in questo caso la corda è sostituita con una catena di ferro.

## S
Questo è un match combattuto in bilico su una passerella. Il match viene vinto dal wrestler che riesce a far cadere l'avversario sul ring oppure conquista la bandierina posta sul punto di partenza dell'avversario e la riporta alla propria base. È uno dei match più pericolosi poiché la passerella è posizionata a circa 4 metri d'altezza e la caduta può portare allo sconfitto seri danni fisici.

Il single match, noto anche come one fall match (lett. "match a una singola caduta"), è il più comune tipo di match, che ha fine non appena uno dei due contendenti viene schienato, cede (tap out) a una presa di sottomissione, viene squalificato o contato fuori dal ring per più di dieci secondi.
Intuitivamente il termine inglese fall (lett. "caduta") può essere associato al concetto di round in uso nel pugilato: in altre parole, un one fall match non è altro che un match con un unico round. Ai classici single match si contrappongono altre tipologie di match, come ad esempio il 2 out of 3 falls match, nel quale per portare a casa la vittoria è necessario avere la meglio in due round su tre. Benché il luogo comune tenda ad equiparare un one fall match con un single match, vi sono evidenti differenze dal punto di vista concettuale: l'espressione single match indica infatti che i wrestler impegnati nel match sono solo due, senza nulla aggiungere circa l'effettiva modalità di svolgimento dell'incontro.
Prima dell'inizio di ogni match lo speaker annuncia la tipologia dell'incontro: nel caso in questione viene solitamente pronunciata la frase The following contest is scheduled for one fall (lett. "Il prossimo match prevede un solo round") e immediatamente dopo avviene la presentazione dei wrestler impegnati nella contesa.
Le regole del classico one fall match sono poche e piuttosto semplici:
- i lottatori coinvolti nel match non possono usare oggetti contundenti (foreign object), pena la squalifica;
- durante una mossa di sottomissione, se colui che la subisce riesce ad afferrare le corde, il lottatore che la sta eseguendo deve lasciare immediatamente la presa. Se ciò non accade, l'arbitro esegue un conteggio fino a cinque, entro il quale il lottatore deve lasciare libero l'avversario; se ciò non dovesse verificarsi, l'arbitro è tenuto a squalificare il wrestler;
- i lottatori non possono uscire dal ring; se ciò dovesse accadere, il direttore di gara esegue un conteggio fino a dieci, entro il quale il wrestler deve rientrare sul ring, pena la sconfitta dello stesso per count out. Se al termine del conteggio di dieci entrambi i contendenti si trovano fuori dal ring allora il match termina senza un vincitore (double count out);
- è possibile che nello spazio attorno al ring siano presenti altri wrestler (enforcer) ma l'arbitro ha la facoltà di allontanarli, se lo ritiene opportuno. Tuttavia nessuna delle persone che si trovano a bordo ring può intromettersi in alcun modo nel corso del match. Al verificarsi di un'intromissione, constatata l'effettiva penalizzazione di uno dei contendenti in favore dell'altro, l'arbitro pone fine all'incontro; viene dichiarato vincitore "per squalifica via interferenza" il wrestler che è stato danneggiato dall'intervento scorretto;
- i lottatori non possono tirare pugni, non possono colpire le parti intime dell'avversario e non possono eseguire mosse sfruttando lo corde per un conteggio superiore a cinque. Quando ciò accade, il wrestler riceve un richiamo disciplinare dal direttore di gara; al secondo richiamo scatta inevitabilmente la squalifica.

Simile allo steel cage match, questa è la versione utilizzata dalla TNA e prevede una gabbia di sei pareti, in quanto i tradizionali ring di questa federazione hanno sei lati.

Anche noto come six-woman tag team match nella versione femminile, è un match in cui due team composti da tre wrestler si affrontano.

Questo è match in cui si affrontano sei avversari.

Questo è un match che prevede la presenza di un arbitro non professionista, solitamente un wrestler o una personalità del backstage.

Match senza squalifiche combattuto all'interno di uno stadio di football.

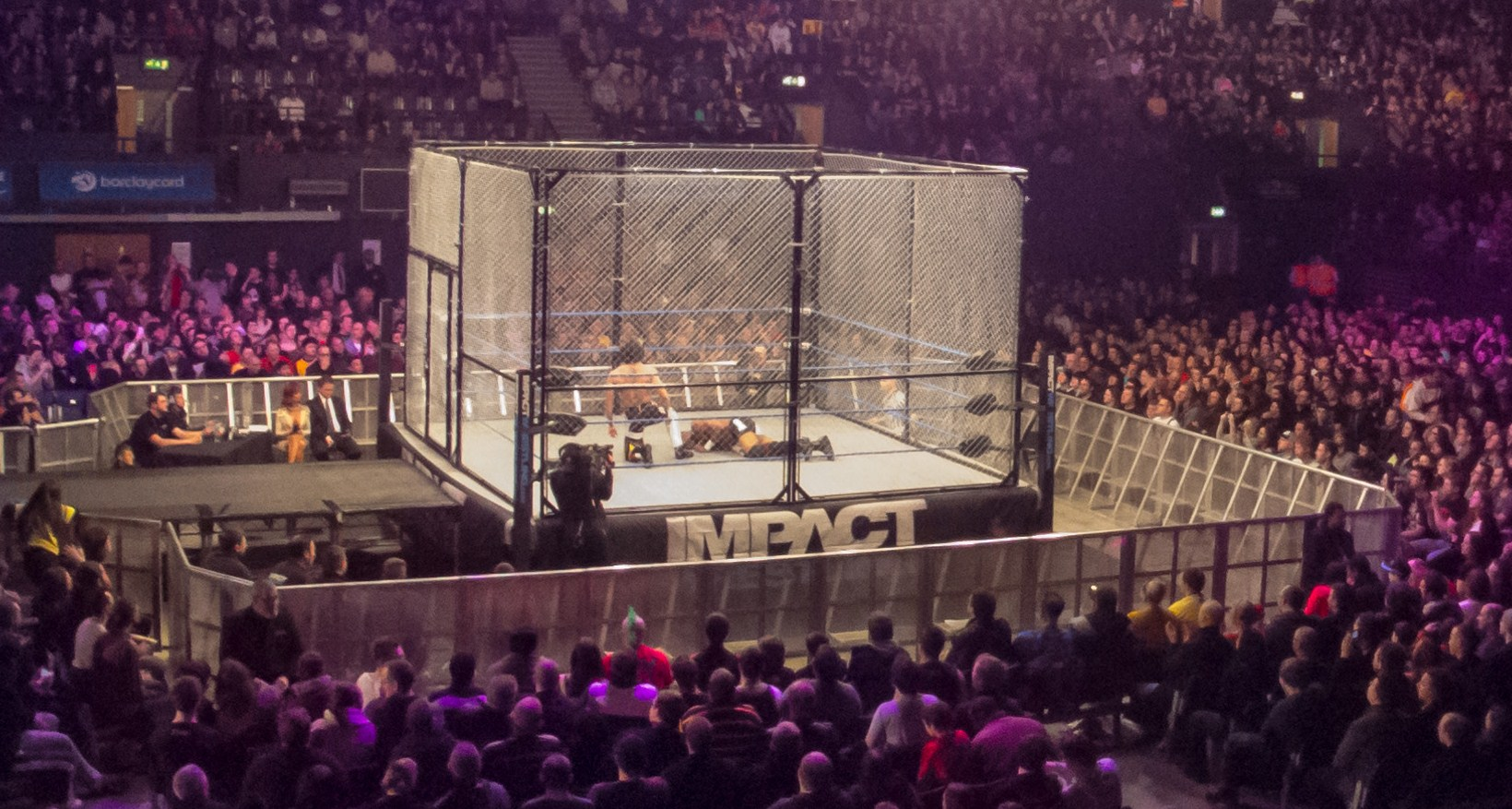
Uno steel cage match

Questo è un match tra i più storici, in quanto la sua invenzione risale agli anni trenta. L'incontro si svolge in una gabbia d'acciaio non dotata di tetto, alta circa cinque metri; se l'arbitro è presente all'interno della gabbia la vittoria può essere conseguita, oltre che uscendo per primi, anche per schienamento o sottomissione, mentre se l'arbitro si trova all'esterno la vittoria può essere conseguita solo uscendo.

Viene combattuto usando le scalette di ferro che consentono l'accesso al ring e che devono essere utilizzate per schienare l'avversario.

In questo match i lottatori sono agganciati tra loro tramite una lunga cinghia di pelle che, tra i due, può essere usata come arma ma, per vincere, si devono toccare tutti e quattro i angoli del ring in sequenza e senza essere interrotti dall'avversario. La cinghia può in alcuni casi essere sostituita da una catena o altri tipi di corde.

In questo particolare tipo di match se il vincitore è colui che mantiene la streak lo sconfitto è costretto a ritirarsi.

Questo è un match simile all'hardcore match e non prevede nessuna squalifica e finisce con una sottomissione o schienamento che può avvenire in qualsiasi zona all'interno dell'arena.

In questo match non sono ammesse le squalifiche, i conteggi fuori dal ring, lo schienamento o la sottomissione e l'unico modo per vincere consiste nel posizionare l'avversario su una barella (stretcher) e trascinarlo oltre una linea posta all'inizio della rampa d'ingresso al ring.

Questo è un match con numero variabile di lottatori, in cui l'unico modo per ottenere la vittoria è sottomettere uno dei contendenti. Non essendo un match ad eliminazione, il primo che sottomette un avversario chiude l'incontro.

È una variante del Submission match ed è un match che si disputa senza squalifiche e, a differenza del falls count anywhere match, si può solo sottomettere, ma lo si può fare, anche in questo caso, ovunque.

Questo match è stipulato solo nel pay-per-view della WWE e per questo motivo ha preso il nome (Survivor Series). Si svolge con non meno di 5 lottatori ed è simile al tag team match ad eliminazione ma in questo caso perde il team che per primo rimane senza wrestler.

In questo match è legale colpire il proprio avversario con un qualsiasi strumento musicale posto sullo stage. Non ci sono count out e squalifiche e vale la regola del falls count anywhere.

## T
Noto anche con l'acronimo TLC match o come "full metal mayhem match" (In TNA), prevede l'utilizzo di tavoli, scale e sedie che normalmente vengono già posti a bordo ring per essere prese e utilizzate dei lottatori nel combattimento. La vittoria si può ottenere con le stesse modalità di un ladder match, oppure tramite schienamento.

Questo è un match nel quale non vi è alcun tipo di squalifica e l'unico modo per ottenere la vittoria è schiantare l'avversario attraverso un tavolo. Oltre ai normali tavoli presenti sotto al ring, si può vincere anche schiantando l'avversario attraverso il tavolo dei commentatori.

È un match in cui gruppi di due o più wrestler si affrontano a squadre con le stesse regole di un one fall match. Mentre uno dei due componenti della squadra combatte, l'altro attende all'angolo e per entrare nel match e dare il cambio al compagno deve bisogna toccarlo (cioè avviene il tag) tenendo con una mano una cordicella legata al paletto. Dopo il tag, entrambi gli atleti possono restare nel ring per un conteggio di 5 dell'arbitro, per eseguire una mossa combinata. Un tag team match può anche essere six man (a sei uomini) eight man (otto uomini) ten man (dieci uomini) e così via.

In questo match si affrontano molti tag team, tutti insieme in un unico ring. Per eliminare un tag team bisogna buttare fuori dal ring almeno uno dei due membri del team avversario (l'altro è automaticamente eliminato). Vince l'ultimo tag team rimasto.

In questo match le mani dei wrestler sono ricoperte da cocci di vetro incollati e vince il primo che sottomette o schiena l'avversario.

I due contendenti sono collegati tra loro grazie ad una corda per tori (bullrope) la quale è legata ad una mano dei due wrestler. L'unico modo per vincere è toccare tutti e quattro gli angoli del ring; su questi angoli ci sono delle luci che si accendono quando un contendente tocca l'angolo. L'arbitro ha il compito di dichiarare fallito un tentativo quando è trascorso troppo tempo e, di conseguenza, di spegnere tutte le luci; non è possibile vincere via pinfall, sottomissione o countout. La squalifica avviene se uno dei due contendenti stacca la propria mano dalla corda.

Match simile al last man standing match e dove il lottatore può essere anche schienato (oltre che sottomesso) prima che l'arbitro cominci a contare fino a dieci.

Match che si conclude con tre fall ovvero tre schienamenti o sottomissioni. In genere è il sistema preferito nel puroresu e nella lucha libre.

Match composto da tre match che si susseguono uno dopo l'altro. Il vincitore è chi vince almeno 2 round.

Molto simile al fatal three-way match vi si differenzia nel fatto che ogni lottatore viene eliminato per schienamento, sottomissione, squalifica o count-out finché non rimane un solo vincitore.

Nei title vs. carrer match si affrontano un wrestler titolato e uno sfidante al titolo. Se al termine del match il campione viene sconfitto, questi perde la propria cintura, mentre se lo sconfitto è lo sfidante che ha messo in palio la propria carriera, dovrà ritirarsi.

In questo match si affrontano il detentore di un titolo contro il detentore di una maschera. Se a vincere è il lottatore mascherato questi vincerà il titolo e allo stesso tempo manterrà la maschera. Se invece il vincitore è il campione questi manterrà il titolo e priverà lo sfidante della maschera.

In questo match si affrontano il detentore di un titolo contro il detentore di un altro titolo e chi vince mantiene il proprio titolo e prende anche quello dell'avversario.

Variante del ladder match ad opera della ECW, in questo incontro oltre ai tavoli, alle scale e alle sedie c'è anche la presenza di bastoni da kendo (Canes).

Simile al classico tag team match dove tutti e quattro i contendenti si trovano contemporaneamente sul ring e non ci sono count out o squalifiche.

Conosciuto anche come doomsday cage match, si svolge in una gabbia a tre piani - quella centrale divisa in due - che ospitano tutti i lottatori. Lo scopo del match è che una squadra di lottatori si faccia strada dalla gabbia superiore a quella inferiore, dove entrano in gioco schienamenti e sottomissioni.

Si disputa con tre lottatori e vince il primo che mette a segno uno schienamento o una sottomissione ad uno degli avversari. Non ci sono squalifiche.

Stesso tipo del triple threat match, ma si svolge ad eliminazione e vince l'ultimo che schiena l'avversario.

Match con le stesse regole del tag team match, ma con la differenza che le coppie che partecipano al match non sono due, ma tre.

Questo match è uguale al tables, ladders and chairs match solo che di disputa con tre team.

Stesso tipo del triple threat tag team match, ma si svolge ad eliminazione.

Questo è un match in cui 2 coppie di lottatori iniziano regolarmente un match e dopo che i vincitori hanno sconfitto i primi avversari devono affrontare subito un'altra coppia. L'incontro prosegue finché una coppia elimina tutti i tag team.

Questo è un match dove il ring è attornato da una gabbia con all'interno diversi oggetti contundenti tra cui anche delle scale che permettono l'accesso ad una porta posta sulla sommità della gabbia.

È la versione maschile del Bra and panties match in cui due atleti combattono tra di loro vestiti. Verrà dichiarato vincitore del match l'atleta che riuscirà per primo a strappare i vestiti all'avversario lasciandolo in mutande.

Questo match segue le regole di un normale match, con l'unica eccezione che per aggiudicarsi la contesa è necessario schienare, sottomettere, vincere per squalifica o far contare fuori l'avversario due volte. Fino agli inizi degli anni settanta, ogni match titolato veniva disputato con questa stipulazione.

Stesse modalità del two out of three falls match, ma viene disputato in coppia.

## U

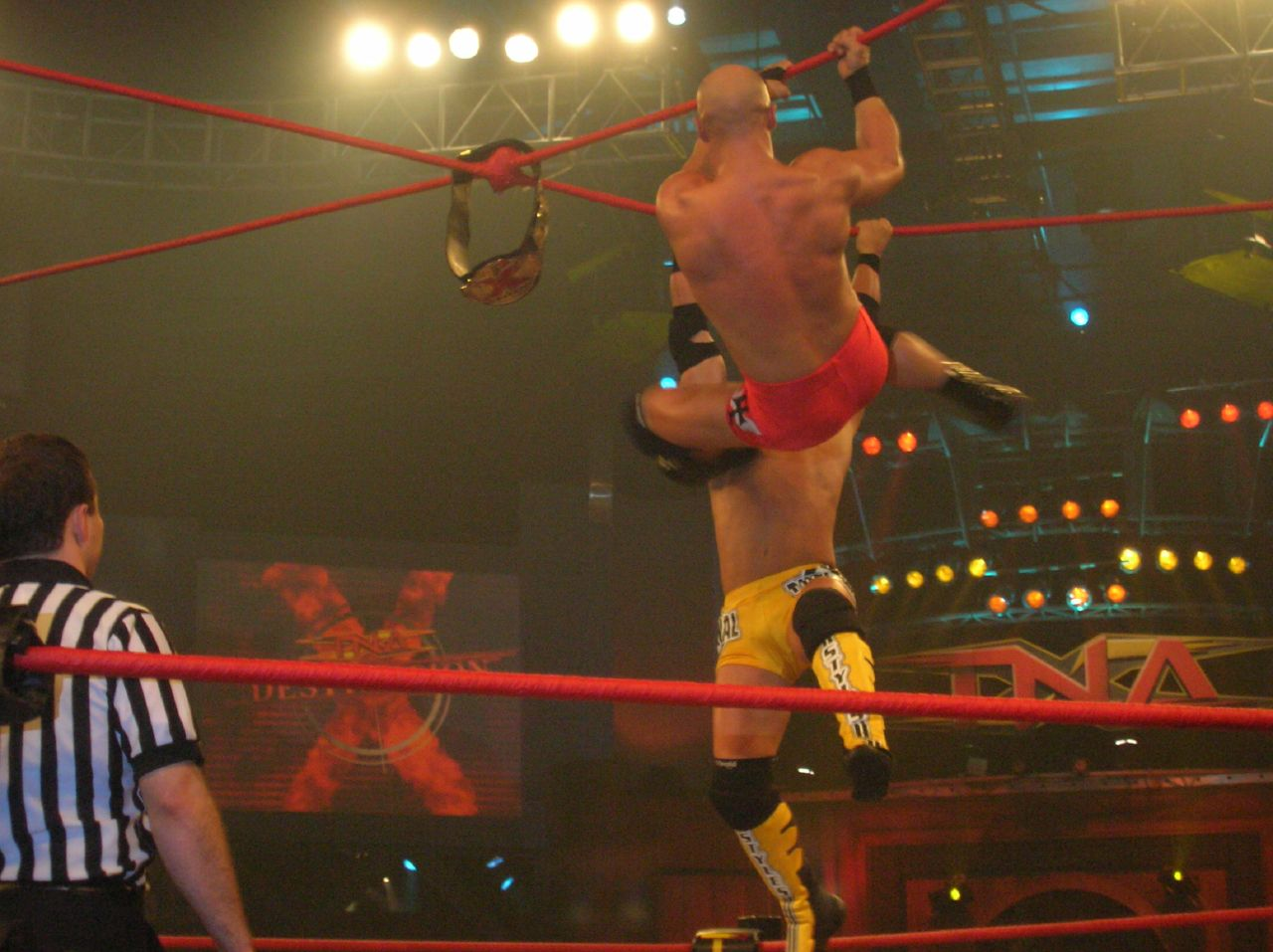
AJ Styles e Christopher Daniels appesi al cavo e nell'intento di prendere la cintura

Match che prevede l'unificazione di due o più cinture.

Questo è un match nel quale tutto è permesso e si vince per sottomissione o schienamento e si differenzia dagli altri match senza squalifica poiché la federazione non è responsabile di ciò che può accadere ai partecipanti (kayfabe).

Parodia della Final Deletion della TNA combattuta tra Broken Matt e Brother Nero, questo incontro viene pre-registrato e disputato all'interno dell'Hardy Compound (la residenza di Matt Hardy). Non ci sono count out o squalifiche e vale la regola del falls count anywhere.

Questo è un match con svolgimento identico a quello dell'iron man match, ma l'unico modo per ottenere un punto sull'avversario è farlo cedere a una presa di sottomissione.

Questo è un match tipico della TNA. Viene posta una grande X sopra al ring realizzata con cavi o travi di acciaio e al centro di questa X viene posta la cintura o il premio in palio. Vince colui che afferra l'oggetto sospeso e tocca il pavimento con esso.

## W
È un match che si svolge tra due team di 3, 4 o 5 wrestlers.
Prevede due ring posizionati uno di fianco all'altro entrambi coperti da una gabbia totale, e il primo team che riesce a schienare o sottomettere uno degli avversari vince.
Il match viene iniziato da un componente di ciascun team. Dopo 5 minuti entra un componente del team che ha acquisito il "vantaggio" (solitamente, il team in vantaggio viene stabilito tramite un match tra due componenti dei team coinvolti).
Tutti gli altri componenti entrano, alternandosi, ogni 3 minuti (a partire dal team che è in svantaggio numerico).
Il match inizia ufficialmente solo quando tutti i componenti sono all'interno della gabbia.

È un match in cui il wrestler o il team vincitore si appropria, oltre che dei propri titoli, anche dei titoli degli avversari sconfitti.

## X
Fu disputato per la prima volta nell'evento Lockdown e questa variante del lethal lockdown match ha 4 oppure 8 wrestler che si affrontano in un processo diviso in due parti. La prima parte prevede la possibilità di sconfiggere un avversario per schienamento o sottomissione fino a quando non rimangono due soli contendenti e la seconda prevede che il vincente tra i due debba riuscire arrampicarsi sulle reti e uscire.

## Y
È un match conosciuto anche come Loser gets fired match o come Loser leaves... (dove al posto dei puntini avremo il nome del/della brand/federazione in cui si svolge l'incontro). La stipulazione di questo match prevede che il perdente della contesa venga licenziato.